# /pol/
/pol/（Politically Incorrect板、政治的非中立／政治的に正しくない／非ポリコレ板）は、4chan内の政治討議を行う電子掲示板。この掲示板が意図する目的は、「ニュース、世界の出来事、政治的な問題、及びその他の関連する話題の議論」である。運営者は西村博之。
定量的な調査により、/pol/はTwitterのニュースコンテンツに重要な影響を与える存在であることが判明している。/pol/は、Twitterの主流的ニュースリンクの3％、傍流的ニュースリンクの1.96％を提供している。研究者らは、「"周縁的"コミュニティは、主流のSNSに傍流的ニュースを拡散させることにしばしば成功する」と結論付けた。

## 歴史
/pol/は、2011年1月に、人種差別的な議論のために削除された4chanのニュース掲示板「/new/」の代わりとして同年10月に作成された。
2017年11月現在、/pol/は4chanで最も頻繁に利用されている掲示板で、ウェブサイトの1日あたりの投稿の56％以上を占めている。

## 政治的見解

### メディア
メディアからは主に人種主義や性差別主義として特徴づけられており、その投稿の多くは明示的にオルタナ右翼とネオナチの観点を取っている。南部貧困法律センターは、デイリー・ストーマーのような広範に影響力のある白人至上主義のウェブサイトも/pol/の修辞的スタイルを模倣していると指摘しており、デイリー・ストーマー創設者のアンドリュー・アングリンもこれに同意している。

### 2016年アメリカ合衆国大統領選挙
多くの/pol/利用者は、2016年アメリカ合衆国大統領選挙でドナルド・トランプを支持した。トランプと彼の息子、ドナルド・トランプ・ジュニアは共に、Twitterと/pol/利用者からのカエルのペペのようなインターネット・ミームを用いたアシストによる支持を受けたことを認めた。選挙が成功した時、ある/pol/モデレーターが掲示板の全てのページの上部にトランプ賞賛のビデオを埋め込んだ。

### 2021年スーパーストレート運動
2021年の2月の終わりから3月のはじめにかけて、/pol/利用者は「スーパーストレート」（英：Super Straight）と呼ばれるSNSのトレンドを煽った。彼ら曰く、スーパーストレートとは、トランスジェンダーの人間とは交際関係および性的関係を一切持たないとする異性愛者という、新しいセクシャリティであった。このブームの火付け役となったのは、トランスフォビアだと呼ばれることにうんざりしたのでスーパーストレートという造語を作ったと語る男の、Tiktokに投稿された動画（この動画は後日削除された）であった。デイリー・ドット紙は、この現象を「トランスジェンダーに対するハラスメントの焼き直し」と表現した。この運動は、TwitterやTiktokといった、インターネット上の他のサービスへも飛び火した。また、4chanユーザーは、ジェネレーションZを「真実と向き合わせよう」としたり、LGBTQコミュニティ内に亀裂を生じさせようとしたり、LGBTQの権利用語を用いて左翼側を荒そうと躍起になっていた。こういった嫌がらせのキャンペーンには、親衛隊の重ね稲妻のロゴを含むナチス・ドイツの意匠が使われていたことが判明している。「スーパーストレート」のカラーリングは黒とオレンジである。/r/SuperStraightサブフォーラムのモデレーターはGoFundMeでのバンクーバー・レイプ・リリーフ・アンド・ウィメンズ・シェルターの支援を呼びかけた。

## 事件
/pol/は、トレイボン・マーティンのハッキングされたSNSアカウントの画像が初めて投稿された場所だった。